# Schrägseilbrücke

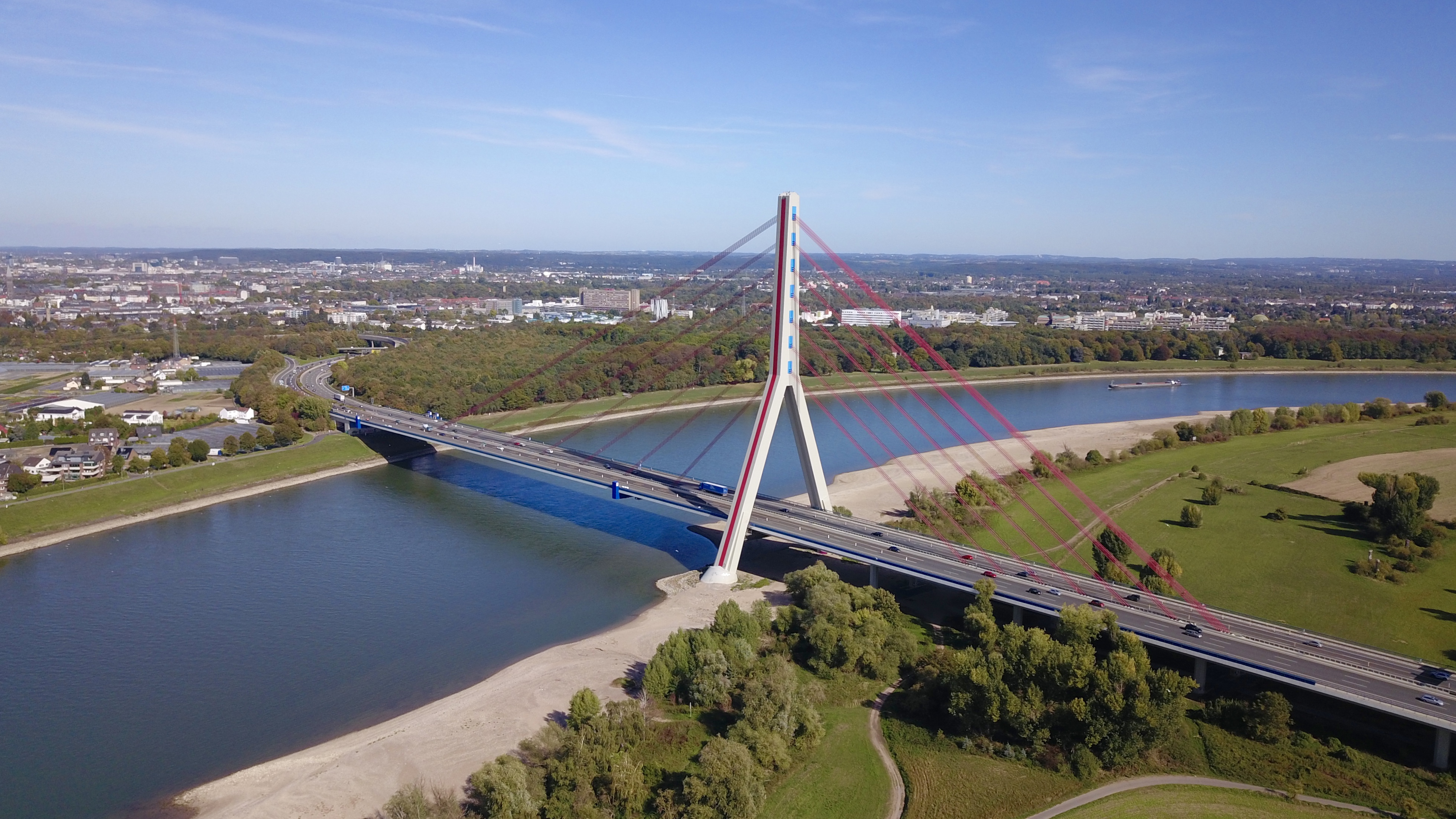
Einhüftige (d. h. mit einem Pylon errichtete) Schrägseilbrücke Fleher Brücke

Eine Schrägseilbrücke ist eine Brücke, deren Fahrbahnträger an schräg von einem oder mehreren Pylonen gespannten Seilen aufgehängt ist.

## Funktion des Tragwerks
Die vertikalen Lasten werden über die Spannseile in Form von Zugkräften an den oder die Pylone geleitet und von diesen in Form von Druckkräften senkrecht in den Baugrund eingeleitet. Die horizontalen Kraftkomponenten entstehen auf beiden Seiten in Richtung des Pylons und werden durch den Fahrbahnträger neutralisiert.
Die bei der echten Hängebrücke erforderliche Verankerung der horizontalen Kraftkomponente des Tragseiles entfällt. Schrägseilbrücken sind damit kostengünstiger als Hängebrücken, erreichen bisher aber nur etwa halb so große Spannweiten (bei der Russki-Brücke und der Sutong-Brücke etwas über 1000 m). Bis 200 m Spannweite sind Balkenbrücken oft wirtschaftlicher.
Wie Hängebrücken sind auch Schrägseilbrücken grundsätzlich gegen Windkräfte empfindlich und können durch große bewegliche Massen in Schwingung gebracht werden. Sie zeigen hier jedoch bessere Eigenschaften als Hängebrücken, weshalb sie z. B. als Eisenbahnbrücken besser geeignet sind.
Zur Inspektion der Tragkonstruktion sind Brückenseilbesichtigungsgeräte im Einsatz.

## Varianten

### Einhüftige, mehrhüftige Brücken
| einhüftige Schrägseilbrücke, Harfenform            | zweihüftige Schrägseilbrücke, Büschelform |
| -------------------------------------------------- | ----------------------------------------- |
|                                                    |                                           |
| Fahrbahn Pylon Seile / Kabel Widerlager Fundamente |                                           |

Es gibt jedoch auch Brücken mit drei Pylonen, wie das ehemalige Polcevera-Viadukt in Genua, Brücken mit vier Pylonen wie die Rio-Andirrio-Brücke bei Patras in Griechenland, sowie die General-Rafael-Urdaneta-Brücke über den Maracaibo-See mit sechs Pylonen und das Viaduc de Millau in Südfrankreich, das mit seinen sieben Pylonen auch diesbezüglich eine Spitzenstellung hat. Mehrhüftige Brücken stellen besondere Anforderungen an die Konstruktion, da die sich bewegende Last z. B. eines Lkw Auswirkungen auch auf das Tragsystem des benachbarten Pylons hat, was wiederum den nächsten Pylon beeinflussen kann.

### Seilanordnung

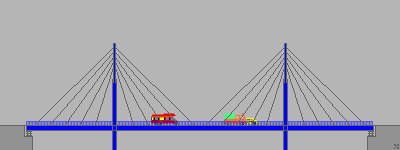
Fächersystem

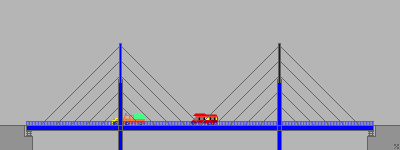
Harfensystem

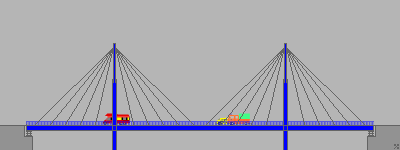
Büschelsystem

Die Anordnung der Seile kann im Büschel-, Harfen- oder Fächersystem erfolgen. Beim Büschelsystem werden die Kabel alle in einem Knoten verankert. Der Pylon wird dadurch nur durch vertikale Normalkräfte beansprucht. Beim Harfensystem haben die Seile aufgrund gleicher Neigung gleich hohe Zugkräfte, allerdings muss der Pylon meist auch zusätzliche horizontale Kräfte abtragen.
Das Fächersystem ist näherungsweise eine Kombination der beiden anderen Systeme. Anfangs wurden nur wenige, starke Seile verwendet, aber bald ging die Entwicklung in Richtung Multikabelsystem mit vielen kleineren Seilen, da bei diesen ein Freivorbau ohne großen Aufwand möglich ist und sie leichter ausgewechselt werden können.
Manchmal werden Seile im Fächersystem auch an Betonbalken im Boden verankert, die quer zur Brückenachse angeordnet sind, wie bei der Trần-Thị-Lý-Brücke in Đà Nẵng in Vietnam, um eine größere seitliche Stabilität zu erreichen.

### Symmetrische, asymmetrische und rückverankerte Brücken
Die meisten Schrägseilbrücken sind symmetrisch, ihre Seilanordnung ist auf beiden Seiten des Pylons gleich. Abgesehen von Wind- und Verkehrslasten hängt der beiderseits des Pylons gleich lange Fahrbahnträger im Gleichgewicht. Bei zahlreichen Brücken ist jedoch der Teil des Trägers über der Hauptöffnung länger und somit schwerer als derjenige über der Seitenöffnung. Bei diesen asymmetrischen Brücken muss das unterschiedliche Gewicht ausgeglichen werden, beispielsweise, indem der kürzere Teil des Fahrbahnträgers schwerer ausgeführt wird oder durch ein als Zuganker dienendes Widerlager oder durch ebenfalls als Zuganker dienende Stützen stabilisiert wird (vgl. Fleher Brücke). Manche Brücken haben keine Seitenöffnung, die Schrägseile tragen nur den Fahrbahnträger über der Hauptöffnung. Bei ihnen müssen die Pylone mit Hilfe von Ankerblöcken im Boden rückverankert werden (ein Beispiel ist die Carpineto-Brücke).

### Pylongeometrie

Pylontypen für eine Seilebene: Freitragende Pylontürme; A-Pylon

Pylontypen für zwei Seilebenen: Freitragende Pylontürme; H-Pylon; A-Pylone

Infolge der Seilverankerungen werden Pylone vor allem durch vertikale Druckkräfte beansprucht. Allerdings werden durch unterschiedliche Kräfte in den Seilen auch Biegemomente hervorgerufen.
Bei zwei Seilebenen kann zwischen drei Pylongrundtypen unterschieden werden. Freitragende Türme sind in Querrichtung verformungsweich und bewirken eine höhere Schwingungsempfindlichkeit der Brücke. Im Gegensatz dazu sind A-Pylone in Querrichtung sehr steif, wodurch der Brückenhauptträger leichter gestaltet werden kann. Die H-Pylone sind zwar weicher als die A-Pylone, allerdings ist deren Herstellung sowie die Verankerung der Seile am Pylonkopf einfacher. Die Seile sind nur noch in einer Ebene geneigt und die zugehörige Verankerung verteilt sich auf zwei Pylonstiele.
Bei einer Seilebene wird ein Mittelpylon angeordnet, meist ein freitragender Turm. Diese Konstruktionsart bedingt allerdings einen schweren Brückenhauptträger, der in Querrichtung torsionssteif ausgebildet ist.
Die meisten Pylone stehen senkrecht. Bei rückverankerten Brücken sind sie gelegentlich von der Hauptöffnung weg zu den Ankerblöcken geneigt wie bei der Ponte all’Indiano, in seltenen Fällen auch über die Hauptöffnung wie bei der Batman Bridge oder der vergleichsweise kleinen Schenkendorfbrücke für eine Trambahn, Fußgänger und Radfahrer.
Während anfangs Pylone meist aus stählernen, oft mehrzelligen Vollwandkonstruktionen mit Hohlquerschnitten bestanden, werden Pylone großer Schrägseilbrücken heute fast ausschließlich aus Stahlbeton gebaut. Insbesondere bei Fußgängerbrücken werden dagegen vorgefertigte, runde Pylonstäbe in allen Lagen eingesetzt, die die Verteilung von Lasten und Zugkräften ergibt, so dass schräg stehende Stäbe mit unregelmäßiger Abspannung keine Seltenheit sind.

### Brückendeck
Das Brückendeck bzw. der Fahrbahnträger, bei Schrägseilbrücken auch Streckträger genannt, besteht regelmäßig aus aerodynamisch geformten, flachen Stahlhohlkästen mit einer orthotropen Platte. Es gibt jedoch auch Brückendecks aus Spannbeton-Hohlkastenträgern. Das erste und nach wie vor größte Beispiel dafür ist die von Riccardo Morandi entworfene General-Rafael-Urdaneta-Brücke über den Maracaibo-See. Gelegentlich finden sich auch Kombinationen aus Stahlhohlkästen in der Hauptöffnung und Betonhohlkästen in der Seitenöffnung, wie bei der Fleher Brücke. Verbundkonstruktionen, in denen der Stahl die Zugkräfte und der Beton die Druckkräfte aufnimmt, stellen theoretisch eine naheliegende Lösung dar, sind aber dennoch selten geblieben.

## Geschichte

### Vorläufer

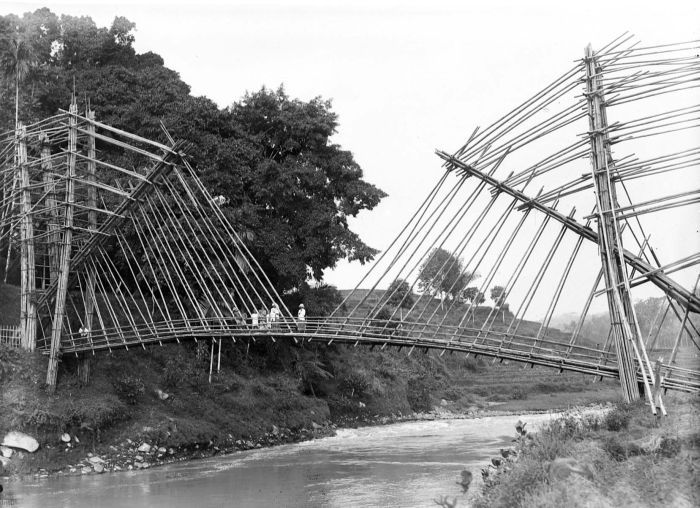
Bambusbrücke über den Serayu in Java

Es ist nicht mehr feststellbar, wann die ersten schräg abgespannten Brücken gebaut wurden. Aus Afrika wurde von Brücken mit schräg gespannten Lianen über den oberen Ogooué berichtet, aus Laos, Borneo und Java sind Bambusbrücken mit teilweise beachtlichen Spannweiten bekannt.

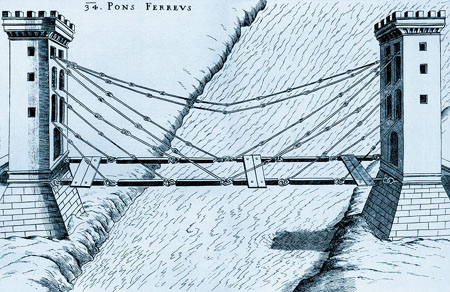
Pons ferreus aus Machinae Novae

In Europa wurde das Tragsystem der Schrägseilbrücke wohl erstmals von Fausto Veranzio in seinem um 1616 gedruckten Werk Machinae Novae dargestellt. 1784 veröffentlichte Carl Immanuel Löscher eine detaillierte Beschreibung einer hölzernen Schrägseilbrücke, die aber wohl nicht gebaut wurde. Charles Stewart Drewry berichtet von einer 33,50 m langen Schrägseilbrücke, die 1817 von James Redpath und John Brown aus Edinburgh in Peebles bei der King’s Meadow über den Tweed gebaut wurde. Die 1817 gebaute Dryburgh Bridge mit schrägen Ketten wurde schon ein Jahr später in einem Sturm zerstört und unterbrach damit die weitere Entwicklung in diese Richtung.
Claude Navier veröffentlichte 1823 eine erste grundlegende Abhandlung über Hängebrücken, in der er auch Schrägseilbrücken erwähnte, ohne großes Vertrauen in diese Konstruktionsart zum Ausdruck zu bringen.
Die erste Brücke dieser Bauform in Deutschland war die von Gottfried Bandhauer, dem Baumeister des Herzogtums Anhalt-Köthen gebaute und im August 1825 eingeweihte Saalebrücke bei Nienburg. Sie war in der Mitte aufklappbar, um Schiffe mit stehenden Masten durchzulassen, und bestand daher aus zwei selbständigen Hälften. Als Tragelemente kamen daher nur schräge Ketten in Frage. Bei einem Fest zu Ehren des Herzogs am 6. Dezember 1825 wurde die Brücke extrem einseitig belastet und stürzte aufgrund von Schwingungen durch tanzende Personen ein. Bei diesem Unglück ertranken 55 Personen in der Saale.
John Augustus Roebling baute seine Brücken als gemischte Systeme: die großen Hängebrücken wurden durch schräge Seile versteift, so bei der Monongahelabrücke in Pittsburgh (1846), die später durch die Smithfield Street Bridge ersetzt wurde, bei der Niagara Falls Suspension Bridge (1854), der Cincinnati–Covington Bridge (1866) und schließlich der Brooklyn Bridge (1883).

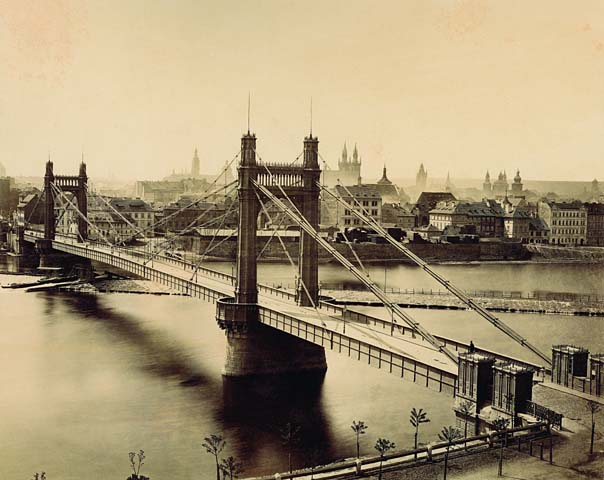
Franz-Joseph-Brücke, Prag

Rowland Mason Ordish (1824–1886) hatte ein eigenes System entwickelt, das er bei der Franz-Joseph-Brücke (1868), einer Schrägkettenbrücke in Prag, anwandte und bei der Albert Bridge (1872) in London ohne großen Erfolg wiederholte.
Ferdinand Arnodin entwickelte in seinem Stahlbau- und Drahtseilunternehmen ebenfalls ein Mischsystem, bei dem von den Pylonen zunächst Schrägseile zum Fahrbahnträger gespannt werden und nur in der Mitte ein Drittel bis zu zwei Viertel des Spannfeldes mit Hängern von den Tragkabeln abgehängt wird, so bei der Pont de l’Abîme (1887) oder der Pont Sidi M’Cid (1912) in Constantine.
In den USA erhielt Edwin Elijah Runyon ein Patent für eine Schrägseilbrücke, auf dessen Grundlage in den 1890er Jahren zwei Brücken in Texas gebaut wurden.
Albert Gisclard entwickelte in Frankreich am Ende des 19. Jahrhunderts ein System sich kreuzender, bis in die andere Brückenhälfte reichender Schrägseile. Zahlreiche Brücken wurden nach diesem System gebaut, oft von Ferdinand Arnodins Unternehmen, in dem dessen Schwiegersohn Gaston Leinekugel Le Cocq die Bauarbeiten überwachte und später das System Gisclard weiterentwickelte. Die bekannteste von Gisclards Brücken ist die Eisenbahnbrücke Pont de Cassagne (1908); nach seinem Tod wurde das Viaduc des Rochers Noirs (1913) und die Puente Colgante de Santa Fe (1924) in Argentinien erstellt. Leinekugel Le Cocq führte Gisclards Ideen weiter und baute die alte Hängebrücke Pont de Lézardrieux über den Trieux in der Bretagne 1925 um in eine Eisenbahn-Schrägseilbrücke. Nach der sogenannten Hängebrücke von Deir ez-Zor wurde lange keine größere Brücke dieser Gattung gebaut, das Konzept wurde aber wieder in der Brücke Queensferry Crossing (2017) benutzt.

### Moderne Schrägseilbrücken
Von Franz Dischinger 1949 veröffentlichte Abhandlungen legten die theoretischen Grundlagen für den Bau moderner Schrägseilbrücken. Während frühere Brücken wegen ihrer zu schlaffen Schrägseile kritisiert wurden, waren nun mit Seilen aus hochfesten Drähten höhere Spannungen und damit steifere Brücken möglich.
Ob Albert Caquot diese Veröffentlichungen kannte, ist unbekannt. Jedenfalls baute er im Rahmen der Anlage des Canal de Donzère-Mondragon unter anderem die Donzère-Mondragon-Schrägseilbrücke mit einem Brückendeck und Pylonen aus Stahlbeton. Sie wurde 1952 zusammen mit dem Kanal fertiggestellt und war die erste moderne Schrägseilbrücke. Sie hatte aber, möglicherweise wegen ihrer geringen Größe und Abgelegenheit, kaum Einfluss auf die weitere Entwicklung von Schrägseilbrücken.
1952 erhielt eine Gruppe von Ingenieuren um Fritz Leonhardt den Auftrag zum Entwurf der Nordbrücke in Düsseldorf, der späteren Theodor-Heuss-Brücke. Leonhardt nahm Dischingers Vorschläge auf und entwarf eine Schrägseilbrücke mit einer Spannweite von 260 Metern, einer Gesamtlänge von 914 Metern und einem stählernen Brückendeck. Die zunächst vorgesehene Anordnung der Seile in Büschelform änderte er auf Veranlassung des Architekten Friedrich Tamms, Leiter des Stadtplanungsamtes, in eine Harfenform mit parallelen Seilen ab, die sich auch bei schräger Ansicht optisch nicht überschneiden können.
Inzwischen war 1955 die von Franz Dischinger entworfene und von der Demag gebaute Strömsundsbron in Schweden fertiggestellt worden. Sie hat eine Hauptspannweite von 182 Meter bei einer Gesamtlänge von 332 Metern und ebenfalls einen Stahlhohlkasten. Sie wird allgemein als die erste große Schrägseilbrücke der Welt bezeichnet.

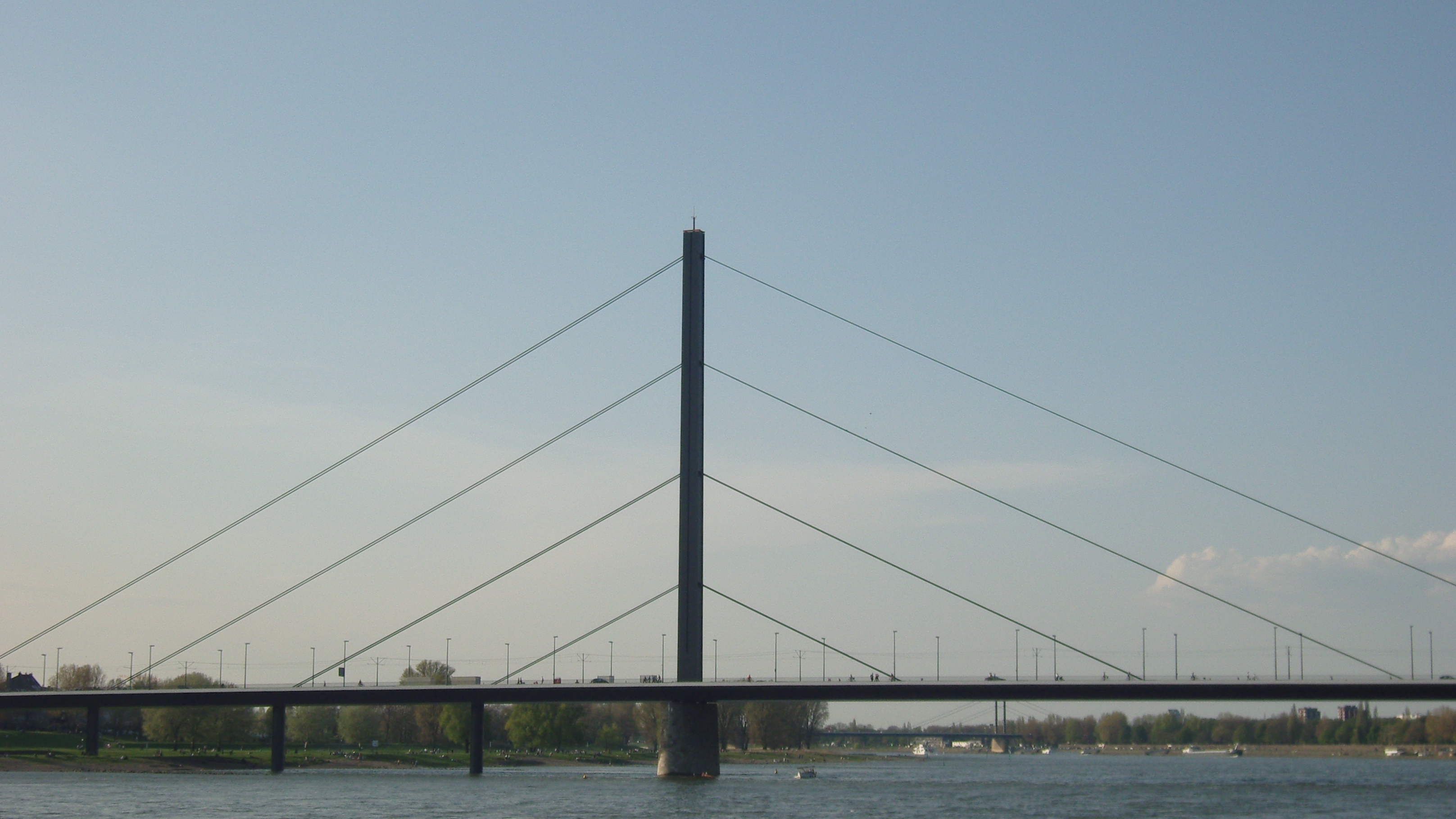
Oberkasseler Brücke

Die Theodor-Heuss-Brücke wurde erst später gebaut und 1957 fertiggestellt. Sie war damit die erste Schrägseilbrücke Deutschlands. Tamms beauftragte kurz danach Fritz Leonhardt mit der Planung für die Rheinkniebrücke und Hans Grassl für die Oberkasseler Brücke. Die drei Brücken zeichneten sich durch die gleichen Stilelemente aus – ein flaches stählernes Brückendeck, schlanke senkrechte Pylone und wenige, harfenförmig angeordnete Schrägseile – und wurden damit zur Düsseldorfer Brückenfamilie, auch wenn die Rheinkniebrücke erst 1969 und die Oberkasseler Brücke provisorisch 1973 und nach ihrer Verschiebung endgültig erst 1976 dem Verkehr übergeben wurden. Sie haben die Entwicklung der Schrägseilbrücken weltweit für viele Jahre maßgeblich beeinflusst.
Der Brückentyp wurde rasch verbreitet; vor allem der große Wiederaufbaubedarf in Deutschland trieb seine Entwicklung voran. Auf der Expo 58 wurde er durch den von Egon Eiermann und Sep Ruf entworfenen Steg zu den Pavillons einem breiten Publikum bekannt. In Köln wurde 1959 die Severinsbrücke mit dem ersten A-förmigen Pylon eröffnet, wodurch ein besonders steifes Brückendeck erreicht wurde. 1961 zeigte das Büro Leonhardt & Andrä in Stuttgart am Schillersteg erstmals einen schrägstehenden, im Boden rückverankerten Pylon. 1962 wurde in Hamburg die Norderelbbrücke als erste reine Autobahnbrücke fertiggestellt. In den Jahren 1959 bis 1962 wurde die von Riccardo Morandi entworfene Brücke über den Maracaibo-See in Venezuela gebaut, die erste einer langen Reihe von Schrägseilbrücken mit Pylonen und Brückendecks aus Beton. 1964 entstand mit der George Street Bridge in Newport, Südwales die erste moderne Schrägseilbrücke in Großbritannien und im Jahr darauf mit der weitgehend unbeachteten Pont de Saint-Florent-le-Vieil die erste stählerne in Frankreich. Helmut Homberg baute mit der Rheinbrücke Leverkusen (1965) noch eine der Hamburger Norderelbbrücke ähnliche Autobahnbrücke mit nur zwei harfenfömig angeordneten Seilen auf jeder Seite der beiden Mittelpylone. Die erste Schrägseilbrücke in den Niederlanden wurde 1968 mit der Harmsenbrug eröffnet.

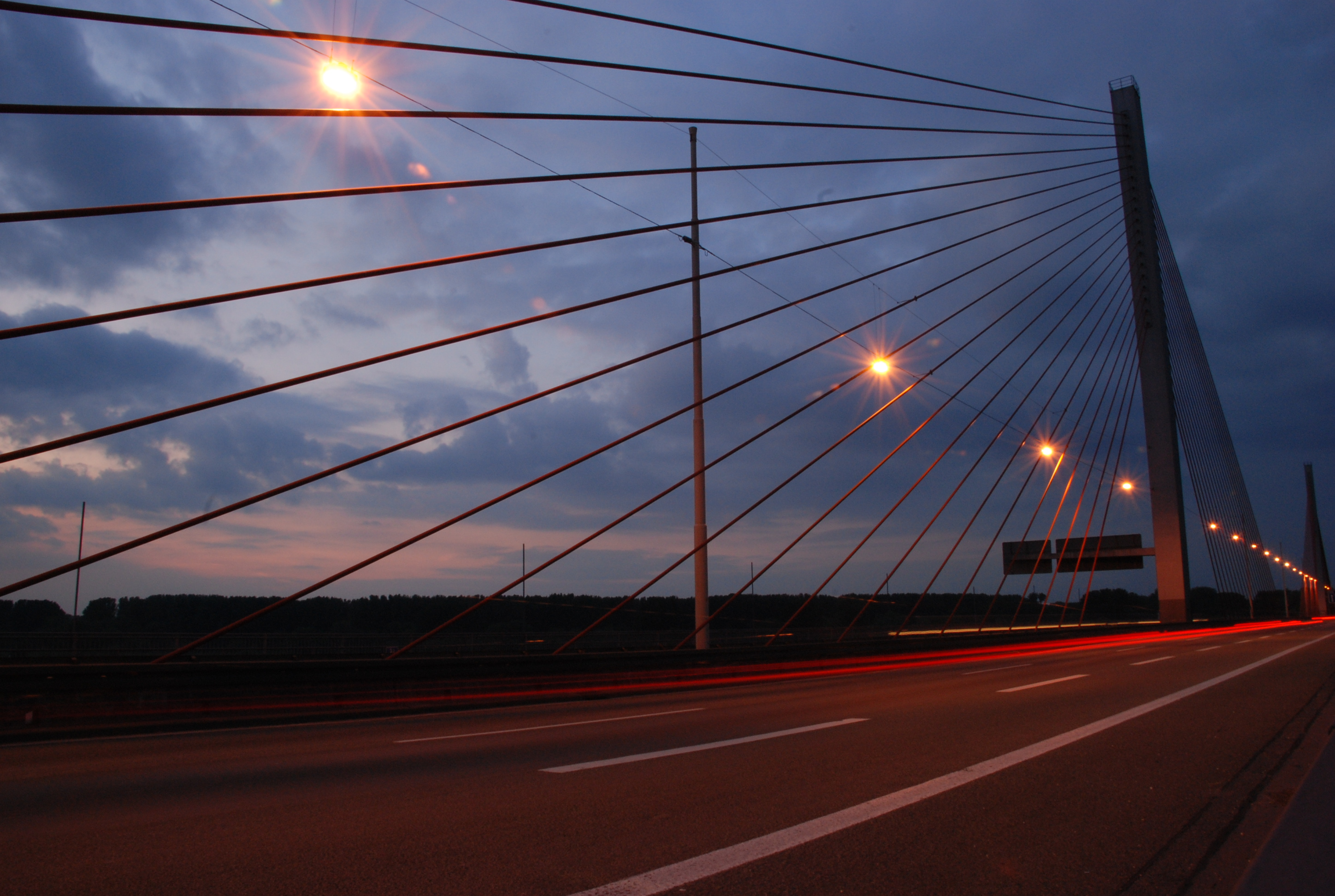
Friedrich-Ebert-Brücke

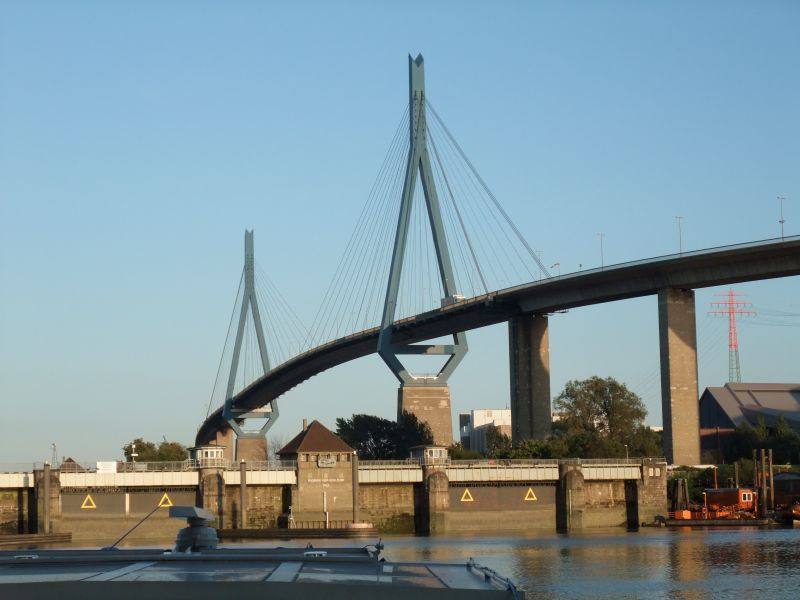
Köhlbrandbrücke

Pont de Térénez

Mit der Friedrich-Ebert-Brücke in Bonn und der ebenfalls 1967 fertiggestellten Rheinbrücke Rees-Kalkar, beide ebenfalls von Homberg entworfen, entstanden erstmals Schrägseilbrücken mit einer Vielzahl von Seilen, was nur durch die Einführung leistungsstarker EDV-Anlagen möglich war.

#### Beispiele der weiteren Entwicklung
Verbesserungen der Berechnungsmethoden und der Materialien sowie der enorme Anstieg der Leistungen der EDV-Anlagen führten in kurzer Zeit zu einer Diversifizierung der Schrägseilbrücken in unterschiedlichste Typen und Varianten. So erhielt die Kurt-Schumacher-Brücke (1972) zwischen Mannheim und Ludwigshafen einen hohen A-Pylon mit asymmetrischer Seilanordnung und erstmals Seile aus Paralleldrahtbündeln. Die Köhlbrandbrücke (1974) im Hamburger Hafen war mit ihren A-Pylonen, deren Stiele den Fahrbahnträger umfassen, das Vorbild für eine große Zahl ähnlicher oder von ihr abgeleiteter Pylone. Die Raiffeisenbrücke (1978) über den Rhein in Neuwied hat einen A-Pylon in Längsrichtung der Brücke, die Flughafenbrücke (2002) in der Rheinquerung Ilverich hat wegen des nahen Flughafens Düsseldorf Pylone in Form auf der Spitze stehender Dreiecke. Die Fleher Brücke (1979) über den Rhein in Düsseldorf hat den höchsten Pylon und mit 368 m die längste Spannweite der Schrägseilbrücken in Deutschland; außerdem kombiniert sie einen Stahlhohlkastenträger in der Hauptöffnung mit einem Stahlbetonhohlkastenträger auf der dem Land zugewandten Seite des Pylons. Die Schrägseile der Talbrücke Obere Argen (1990) auf der A96 bei Wangen werden unter dem Fahrbahnträger als Unterspannungen mit drei Luftstützen fortgesetzt. Die Storchenbrücke (1996) in Winterthur ist die erste Brücke mit Schrägseilen aus kohlenstofffaserverstärktem Kunststoff (CFK).

#### Geneigte Pylone
Eine Reihe von Brücken hat geneigte Pylone, da die äußeren Schrägseile nicht am Fahrbahnträger befestigt, sondern im Boden verankert sind. Beispiele sind der Viadotto Ansa del Tevere (1967) in Rom, die Batman Bridge (1968) in Tasmanien, die außerdem die älteste Schrägseilbrücke Australiens ist, die Neue Donaubrücke (1972) in Bratislava mit einem Turmrestaurant auf dem Pylon, die Carpineto-Brücke (1977) im Süden Italiens, die Ponte all’Indiano (1978) in Florenz, die Rheinbrücke N4 (1995) bei Schaffhausen und die Erasmusbrücke (1996) in Rotterdam. Juan José Arenas hat die Puente de la Hispanidad (1999) und die Puente Puerta de Las Rozas (2007) gebaut, bei denen der Pylon, Spannbeton- bzw. Stahlbalken anstelle der äußeren Schrägseile und Balken zwischen beiden jeweils dreieckige Rahmen bildet, die steifer sind als die übliche Ausführung mit Schrägseilen.
Eine Besonderheit ist die Puente del Alamillo (1992) in Sevilla von Santiago Calatrava, bei der der schräge Pylon das Gegengewicht zu dem Brückenüberbau bildet.
Bei anderen Brücken sind die geneigten Pylone der im Grundriss gekrümmten Fahrbahn geschuldet, wie bei der Abdoun Bridge (2006) in Amman, der einzigen Schrägseilbrücke Jordaniens, oder der Pont de Térénez (2011) in der Bretagne.

#### Fahrbahnträger aus Beton

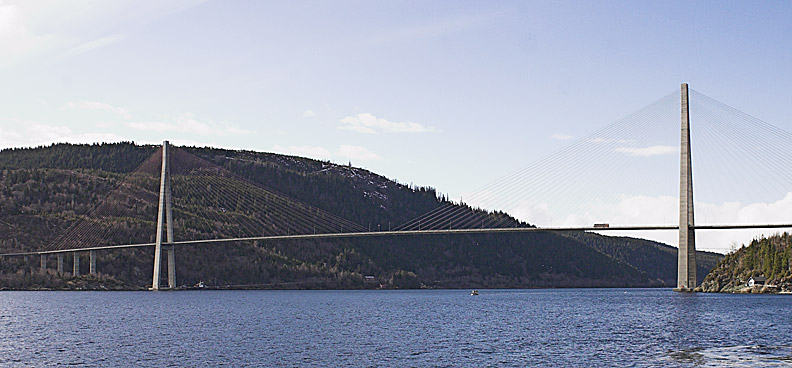
Skarnsundbrücke

Beispiele für Schrägseilbrücken mit Fahrbahnträgern aus Beton sind die Brücke über das Wadi al-Kuf (1971), die Werksbrücke West (1972) über den Main, die erste Schrägseilbrücke für Straßen- und Eisenbahnverkehr, die Puente General Manuel Belgrano (Puente Chaco–Corrientes) (1973) über den Río Paraná, die ehemalige Puente Pumarejo (1974) in Barranquilla, Kolumbien, die Prinz-Willem-Alexander-Brücke (1974) über den Waal bei Tiel in den Niederlanden, die Brotonne-Brücke (1977) über die Seine, die Donaubrücke Metten (1981) bei Deggendorf, die Most Slobode oder (Freiheitsbrücke) (1981) in Novi Sad, Serbien, die Sunshine Skyway Bridge (1987) über die Tampa Bay in Florida, die Puente Ingeniero Carlos Fernández Casado (1983) über den Barrios de Luna Stausee im Norden Spaniens mit einer Spannweite von 440 m und die Skarnsundbrua (1991) in Norwegen mit der in dieser Gruppe derzeit (2013) größten Spannweite von 530 m. Die vergleichsweise kleine Rheinbrücke Diepoldsau (1985) über den Alpenrhein zeigt, dass Schrägseilbrücken auch mit Fahrbahnträgern aus einer nur 55 cm starken Betonplatte möglich sind. Die asymmetrische Pont de Gilly hat einen durchgehenden und mit dem geneigten Pylon verbundenen Fahrbahnträger und wurde nach ihrem Bau um 90° über den Fluss geschwenkt.

#### Fahrbahnträger aus Stahl- und Betonverbund

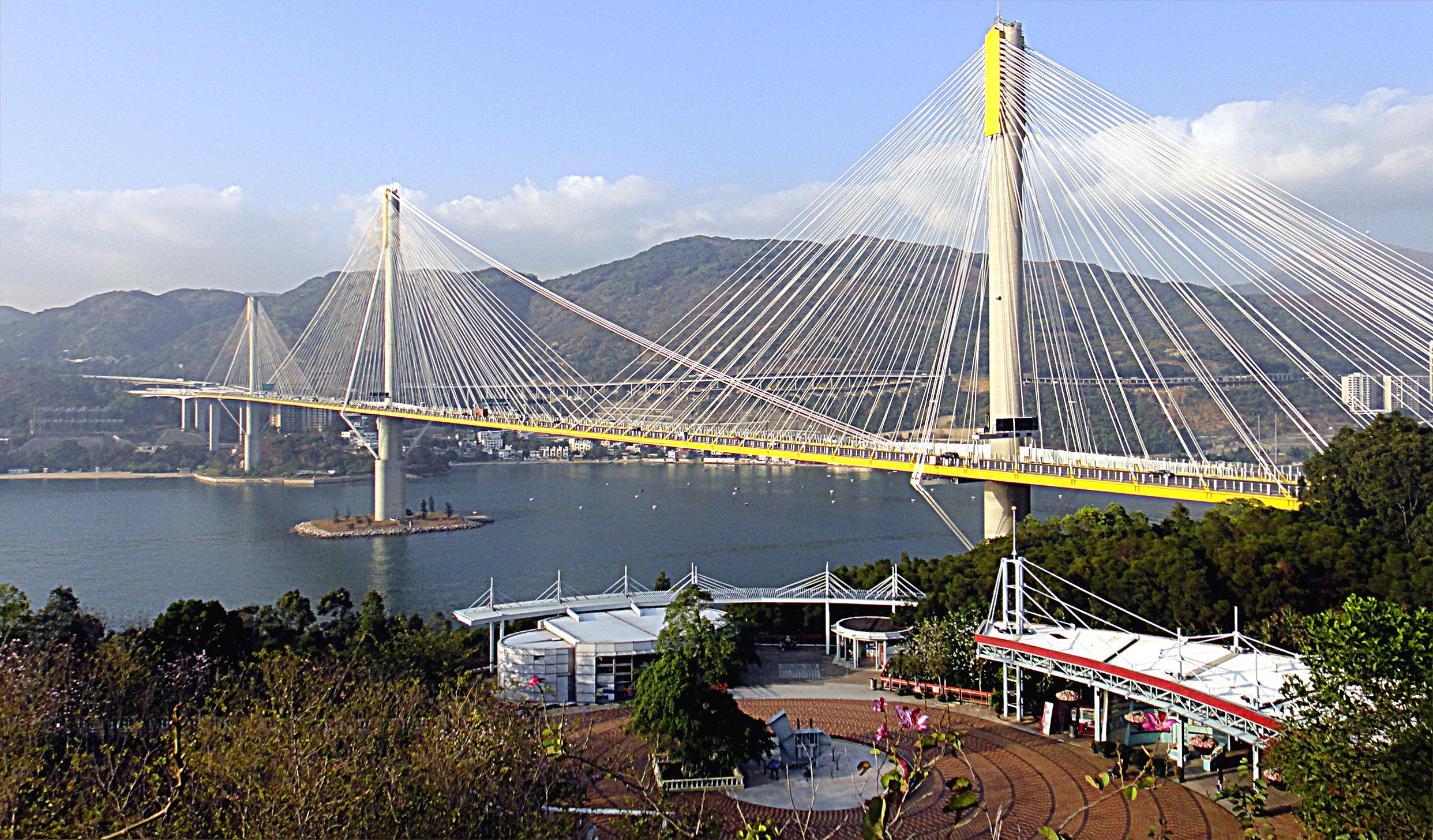
Ting-Kau-Brücke

Die erste, allerdings erst nach sehr langer Bauzeit fertiggestellte Schrägseilbrücke mit einem Fahrbahnträger aus einem Stahl- und Betonverbund war die Second Hooghly Bridge (1972–1992) in Kalkutta, gefolgt von den beiden früher fertiggewordenen Brücken, der Ponte Edgar Cardoso (1982) in Figueira da Foz in Portugal und der Alex Fraser Bridge (1986) in Greater Vancouver, Kanada. Die Puente Río Mezcala (1993) in Mexiko, die Prince of Wales Bridge (1996) bei Bristol in England, die dreihüftige Ting-Kau-Brücke (1998) in Hongkong sowie die Puente Orinoquia (2006) und die Puente Mercosur (wohl 2016) über den Orinoco in Venezuela sind weitere Beispiele. Die Berliner Brücke (2006) in Halle (Saale) war die erste Verbundbrücke in Deutschland. Die Puente de la Constitución de 1812 (2015) über die Bucht von Cádiz in Spanien ist eines der jüngsten Beispiele.

#### Kombinierte Schrägseilbrücken
Wenn der verfügbare Platz nicht für eine zweihüftige Schrägseilbrücke ausreicht oder sie unter den gegebenen Umständen zu teuer wäre, kombiniert man gelegentlich auch eine einhüftige Schrägseilbrücke mit den Kragträgern einer Auslegerbrücke, wie bei der schon erwähnten Werksbrücke West (1972) oder der Franjo-Tuđman-Brücke (2002) bei Dubrovnik.
Die Seri Saujana Bridge, eine Kombination aus einer Bogen- und einer Schrägseilbrücke, ist wohl ein Einzelfall geblieben.

#### Extradosed-Brücken
Manche Schrägseilbrücken werden als Extradosed-Brücken angesehen, wie zum Beispiel die Schrägseilbrücke (1975) in Wien sowie die Ganterbrücke (1980) als Teil der Simplonpassstrasse und die Sunnibergbrücke (1998) bei Klosters, die beide von Christian Menn entworfen wurden, und auch die Hochstraße Považská Bystrica (2010) mit 7 Pylonen.

#### Mehrhüftige Schrägseilbrücken

Viaduc de Millau

Bei mehrhüftigen Schrägseilbrücken werden die Auswirkungen der sich bewegenden Lasten auf die benachbarten Pylone durch unterschiedliche Maßnahmen begrenzt. Erkennbar ist dies beispielsweise an der General-Rafael-Urdaneta-Brücke (1962) über den Maracaibo-See in Venezuela, dem ehemaligen Polcevera-Viadukt (1967) in Genua, der Ting-Kau-Brücke (1998), Hongkong mit vier Seilebenen, der Puente Orinoquia (2006) über den Orinoco sowie bei der Rio-Andirrio-Brücke (2004) in Griechenland, mit 4 Pylonen und einer Länge von 2252 m und beim Viaduc de Millau (2004) in Frankreich, der mit 7 Pylonen und 2460 m längsten Schrägseilbrücke der Welt.
Die dreihüftige Queensferry Crossing (2017) hat erstmals wieder gekreuzte Schrägseile zur gleichmäßigeren Lastverteilung.

#### Größte Schrägseilbrücken

##### Die Schrägseilbrücken mit den größten Spannweiten ihrer Zeit
| Name                                     | Spannweite in m | Träger  | Zeitraum  |
| ---------------------------------------- | --------------- | ------- | --------- |
| Theodor-Heuss-Brücke, Düsseldorf         | 0260            | Stahl   | 1957–1959 |
| Severinsbrücke                           | 0302            | Stahl   | 1959–1969 |
| Rheinkniebrücke                          | 0319            | Stahl   | 1969–1971 |
| Rheinbrücke Neuenkamp                    | 0350            | Stahl   | 1971–1975 |
| Saint-Nazaire-Brücke                     | 0404            | Stahl   | 1975–1983 |
| Puente Ingeniero Carlos Fernández Casado | 0440            | Beton   | 1983–1986 |
| Alex Fraser Bridge                       | 0465            | Verbund | 1986–1991 |
| Skarnsundbrua                            | 0530            | Beton   | 1991–1993 |
| Yangpu-Brücke                            | 0602            | Verbund | 1993–1995 |
| Pont de Normandie                        | 0856            | Stahl   | 1995–1999 |
| Tatara-Brücke                            | 0890            | Stahl   | 1999–2008 |
| Sutong-Brücke                            | 1088            | Stahl   | 2008–2012 |
| Russki-Brücke                            | 1104            | Stahl   | seit 2012 |

##### Andere Rekorde
Die Öresundbrücke (2000) zwischen Dänemark und Schweden ist die längste Schrägseilbrücke für kombinierten Straßen- und Eisenbahnverkehr. Die breiteste war die Leonard P. Zakim Bunker Hill Memorial Bridge (2002) in Boston, USA, mit zehn Fahrstreifen und mit 56 m Breite, bis sie 2019 von der Tahya-Misr-Brücke in Kairo, Ägypten, mit zwölf Fahrstreifen und 67,3 m Breite abgelöst wurde. Die Suezkanal-Brücke (2001) ist mit einer lichten Höhe von 70 m die höchste in flachem Land gebaute Schrägseilbrücke der Welt und die Baluarte-Brücke (2012) in Mexiko war mit 402,5 m Höhe über dem Talgrund die höchste Schrägseilbrücke der Welt, bis sie 2016 von der 565 m hohen Beipanjiang-Brücke (G 56) in China abgelöst wurde.

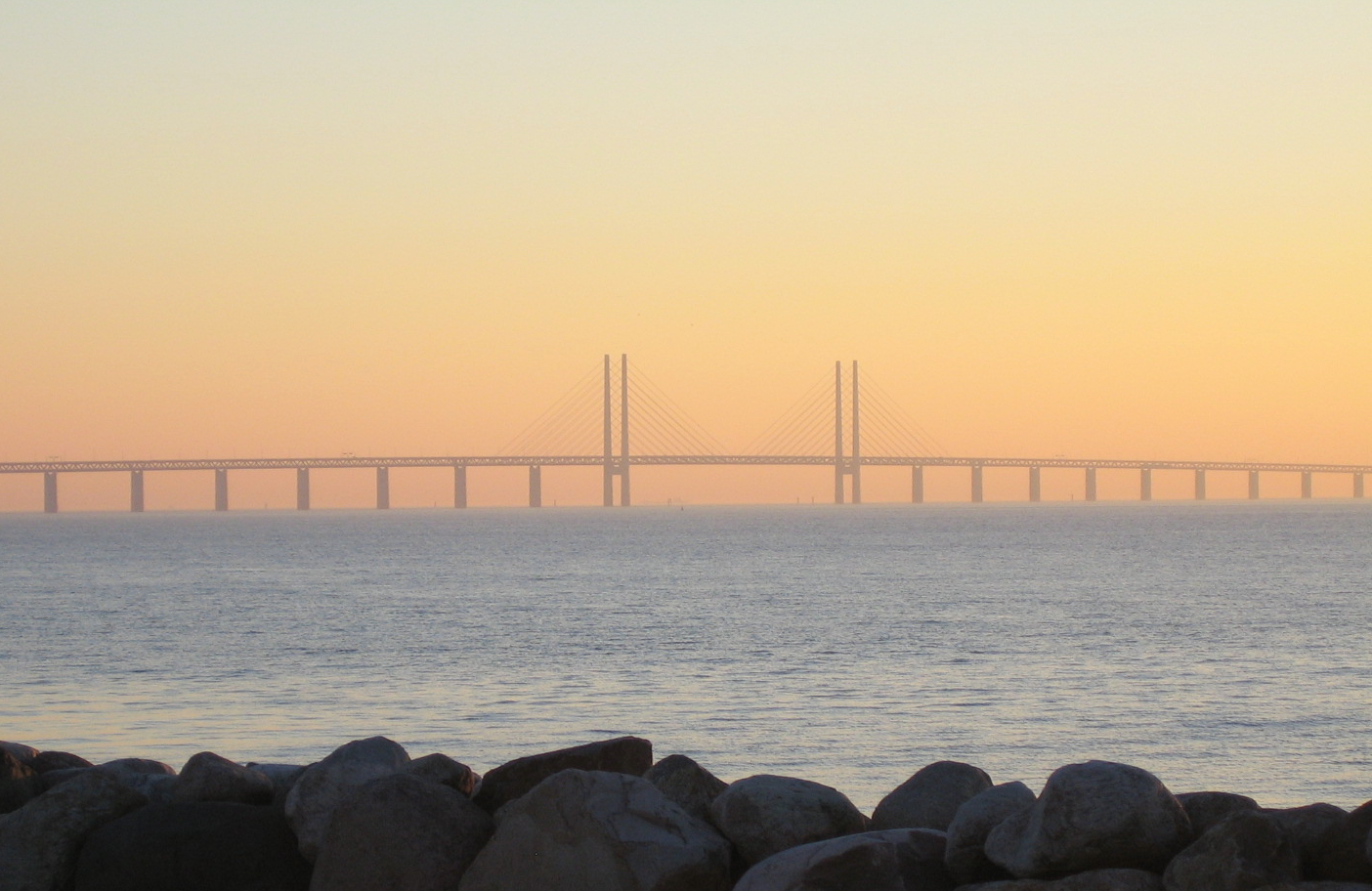
Öresundbrücke
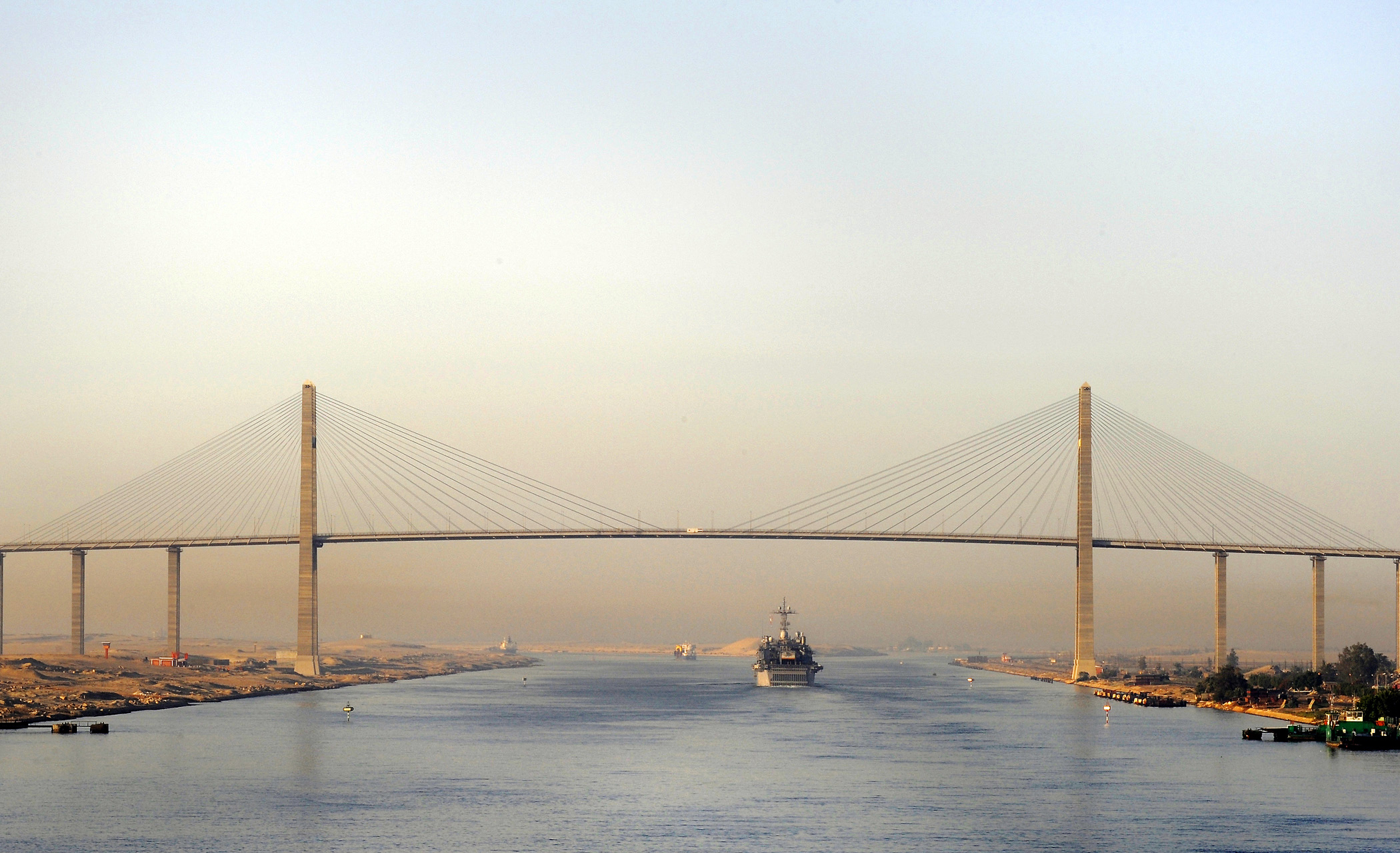
Suezkanal-Brücke
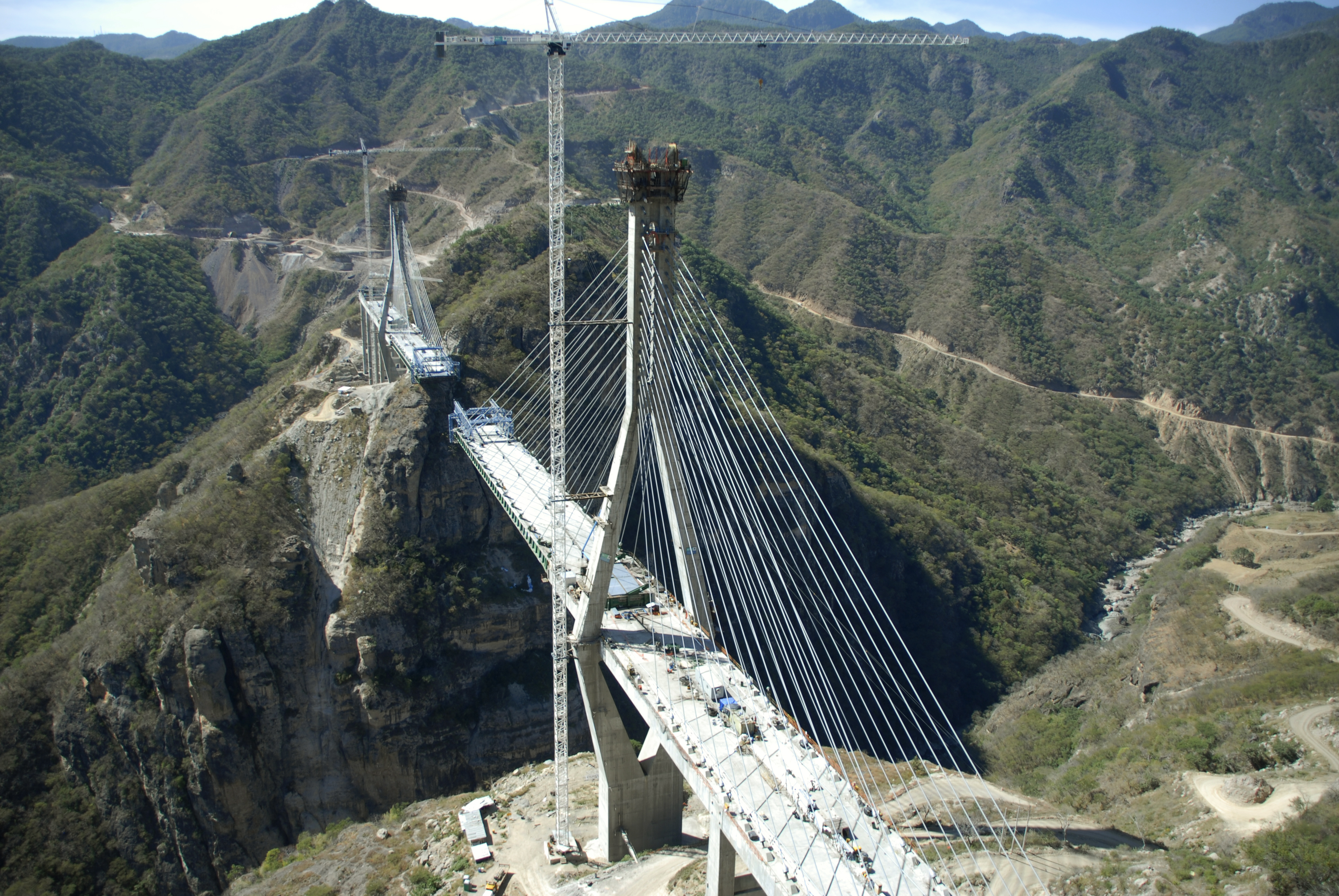
Baluarte-Brücke
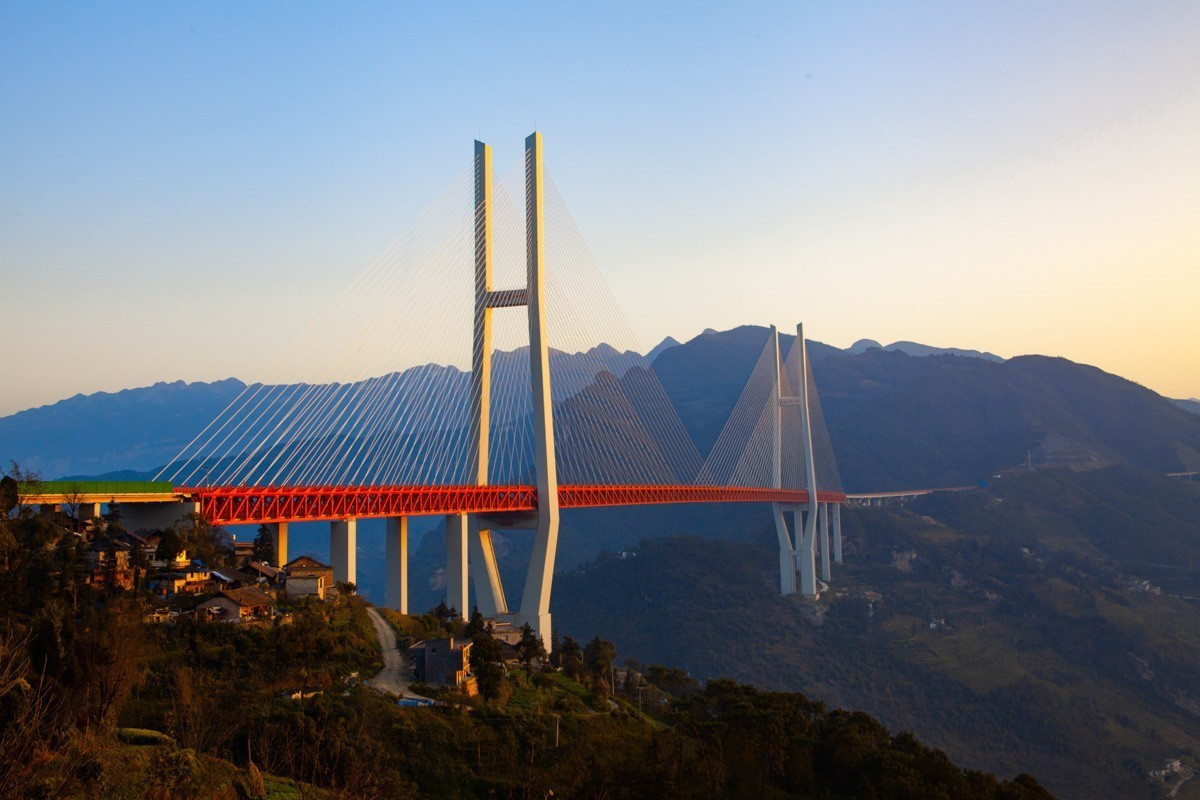
Beipanjiang-Brücke (G 56)

##### Weitere Beispiele

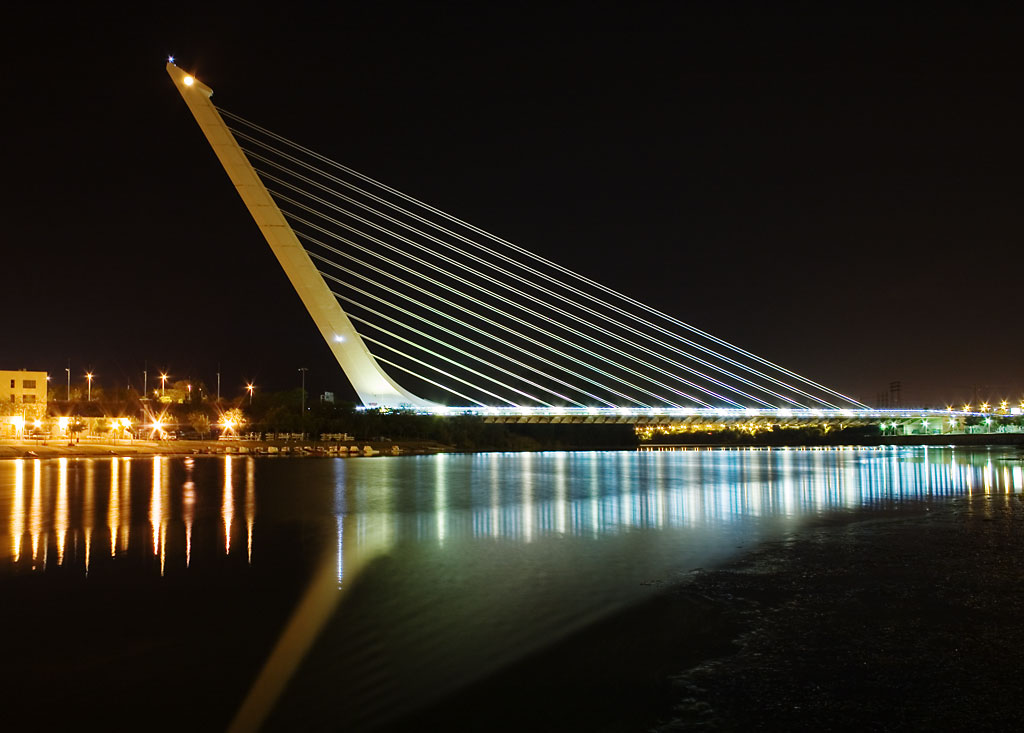
Alamillo-Brücke in Sevilla
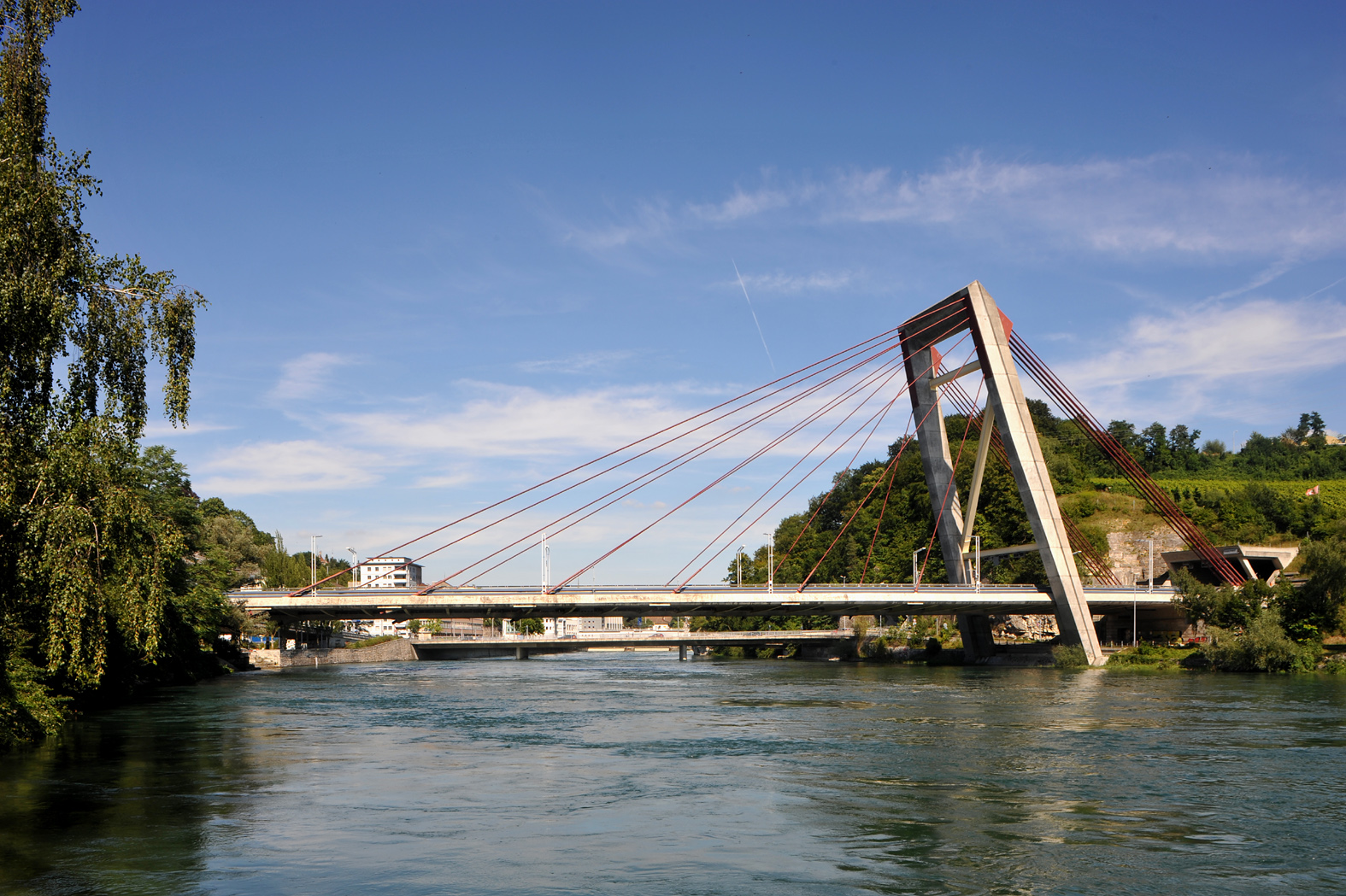
Rheinbrücke N4 bei Schaffhausen
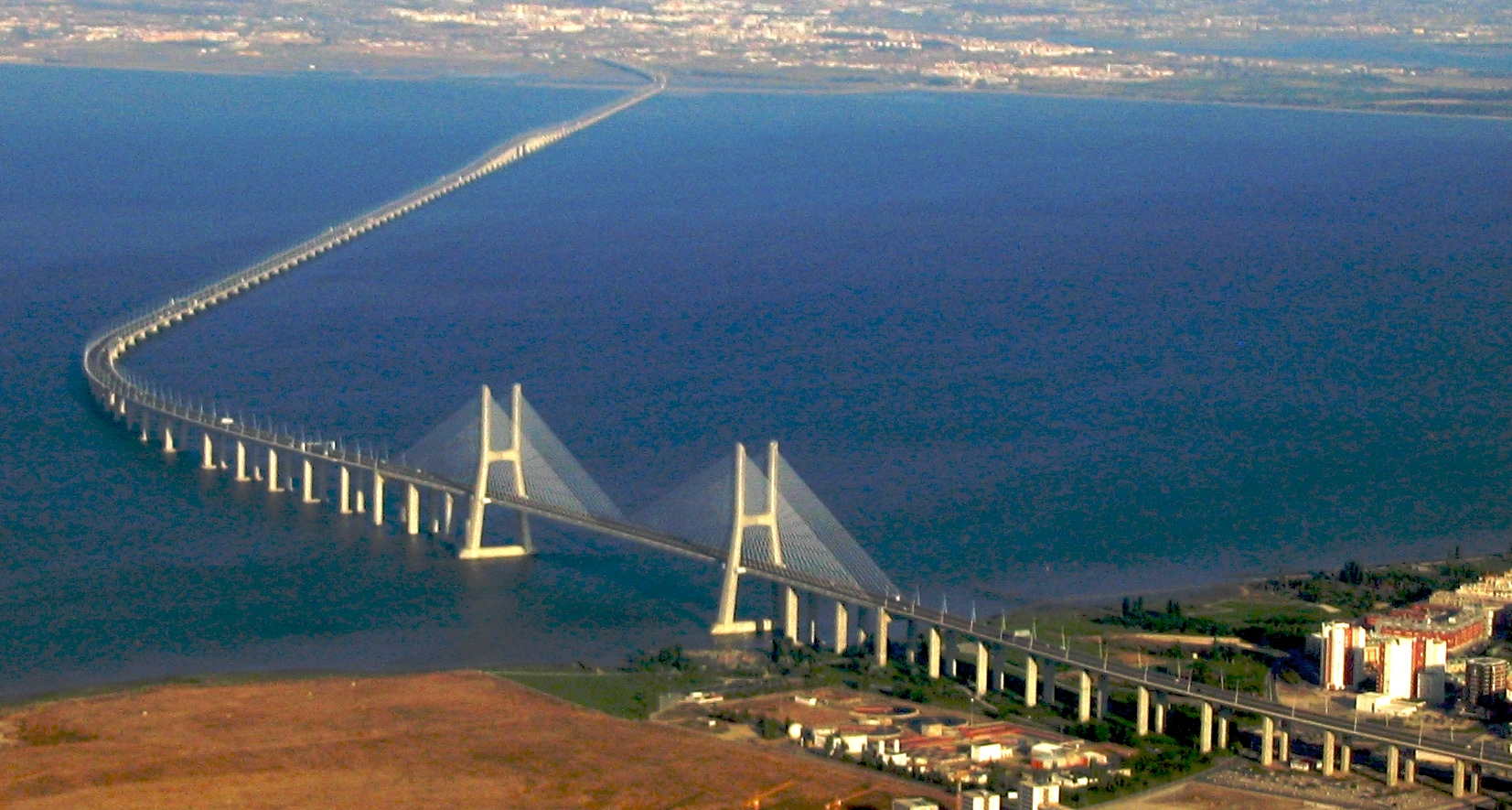
Ponte Vasco da Gama in Lissabon
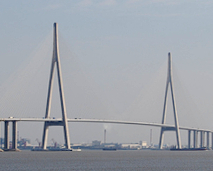
Sutong-Brücke über den Jangtsekiang
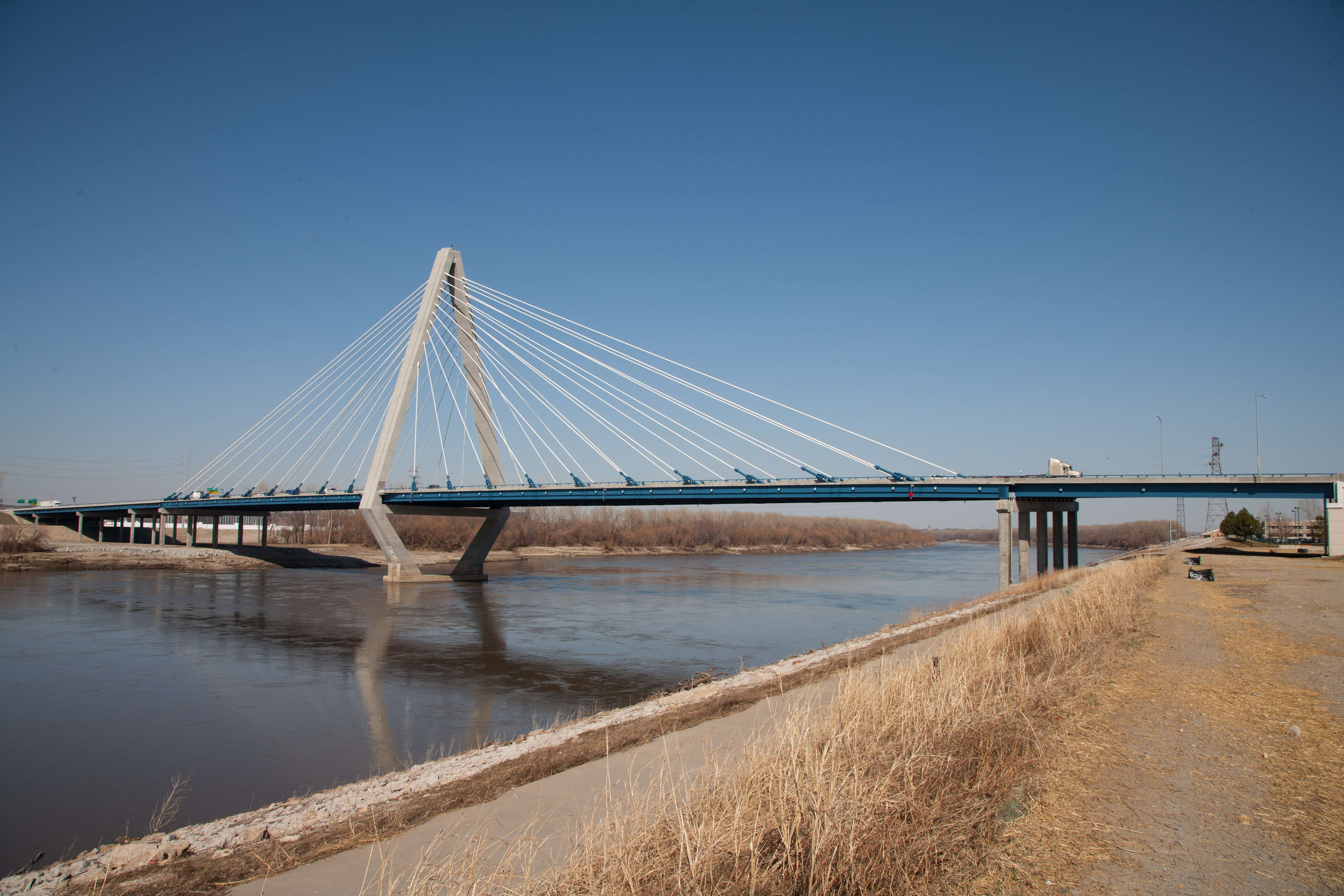
Christopher S. Bond Bridge über den Missouri
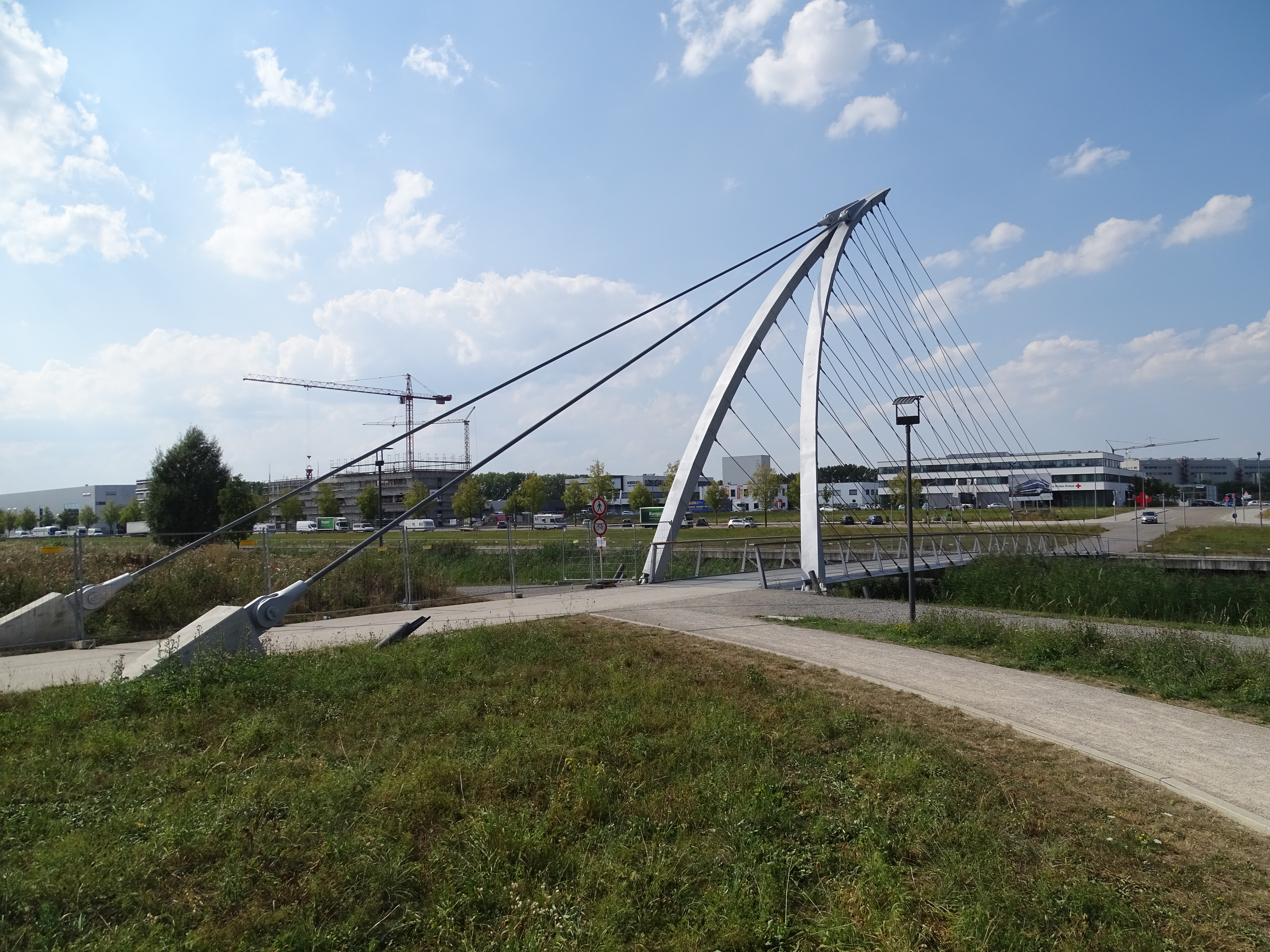
Harfenbrücke über den Langen See in Böblingen